# IMac G3
L'iMac G3 (originariamente soltanto iMac) è una serie di personal computer della famiglia Macintosh prodotta da Apple Computer dal 1998 al 2003. È stato il primo grande prodotto commercializzato dall'azienda californiana dopo il ritorno del co-fondatore Steve Jobs, dopo undici anni di assenza. È stato concepito per essere un computer desktop economico, volto alla user experience e che rendesse semplice connettersi a Internet.
È un computer all-in-one dotato di uno schermo a tubo catodico, e monta un processore PowerPC G3. Jony Ive, il responsabile del design di Apple, lo ha concepito come una goccia di plastica colorata traslucida: un qualcosa di radicalmente diverso rispetto ai prodotti simili costruiti fino ad allora. Durante la sua progettazione l'azienda ha rivisto le sue procedure tecniche e operative per poterlo realizzare rapidamente, beneficiandone poi anche su prodotti futuri. La sua introduzione ha segnato l'abbandono della porta seriale e del floppy disk drive in favore dell'USB e del lettore CD.
È stato accolto in maniera contrastante dall'opinione pubblica: i giornalisti l'hanno reputato un buon dispositivo per i neofiti ma hanno lamentato l'eliminazione dei sistemi legacy, trovando peraltro poca ergonomia nelle sue periferiche. A scapito delle critiche l'iMac fu comunque un successo commerciale per Apple diventandone il suo computer più venduto, con oltre 5 milioni di unità acquistate. La versione originale è stata sottoposta a più revisioni nel corso del tempo che ne hanno incrementato la velocità del processore, la quantità di RAM, lo spazio sul disco rigido e hanno portato nuove funzionalità e colorazioni. All'iMac viene riconosciuto il merito di aver risollevato le finanze di Apple e di aver trasformato i PC da una nicchia di mercato in un prodotto di consumo. Altre aziende si sono fregiate del medesimo aspetto plastico traslucido, portando ad azioni legali da parte di Apple. L'iMac G3 è stato sostituito dall'iMac G4, mentre il suo ruolo nel mercato dell'istruzione è stato ereditato dal similare eMac.

## Storia

### Contesto
Alla fine degli anni '90 Apple stava attraversando una grave crisi d'impresa: basti pensare che alla fine del 1997 l'azienda vendeva soltanto 1,8 milioni di Mac all'anno, rispetto ai 4,5 milioni di due anni prima. Le sue entrate erano compromesse poiché le vendite dei sistemi Mac avevano sopraffatto quelle dei dispositivi. Incapace di vendere velocemente i suoi prodotti e di creare concorrenza nel mercato dei computer a basso costo, Apple decise di abbandonare completamente il settore.
Nel dicembre 1996 Apple comprò NeXT, il suo fondatore Steve Jobs viene dunque assunto nuovamente in Apple, dalla quale era stato licenziato. Apple acquisisce anche il sistema operativo NeXTSTEP, il quale getterà le basi per lo sviluppo di macOS. Jobs fu assunto come consulente ma il 9 luglio 1997 sostituì Gil Amelio in qualità di amministratore delegato, appena licenziato dal consiglio di amministrazione dell'azienda.
Al suo ritorno Jobs avviò una ristrutturazione aziendale e riportò Apple in utile tagliando i costi, ma c'era comunque bisogno anche di rilasciare dei nuovi prodotti che facessero successo. Jobs aveva intenzione di ridurre l'offerta di computer di Apple, allora confusionaria e vasta, a quattro prodotti: due portatili e due desktop, uno per professionisti e uno per consumatori. Il desktop orientato agli utenti comuni sarà l'iMac; avrebbe dovuto essere poco costoso e facile da connettere a Internet, da costruirsi in meno di un anno.

### Progettazione
Nel 1996 il responsabile del disegno industriale di Apple, Robert Brunner, lasciò l'azienda e venne sostituito dal giovane Jony Ive, che iniziò a lavorare con il pluripremiato reparto di design dell'azienda. Ive non nutriva però grossa fiducia nei confronti della leadership di Apple, tanto da valutare di dare le dimissioni. Alla nomina di Jobs ad amministratore delegato di Apple, quest'ultimo confidò allo staff che a suo modo di vedere i problemi di Apple erano da imputare ai suoi prodotti scadenti. Ive si rese conto fin da subito dell'importanza del disegno industriale nella strategia di Jobs, pertanto decise di restare. I due iniziarono subito a collaborare e Jobs decise di confermare Ive a capo della divisione.

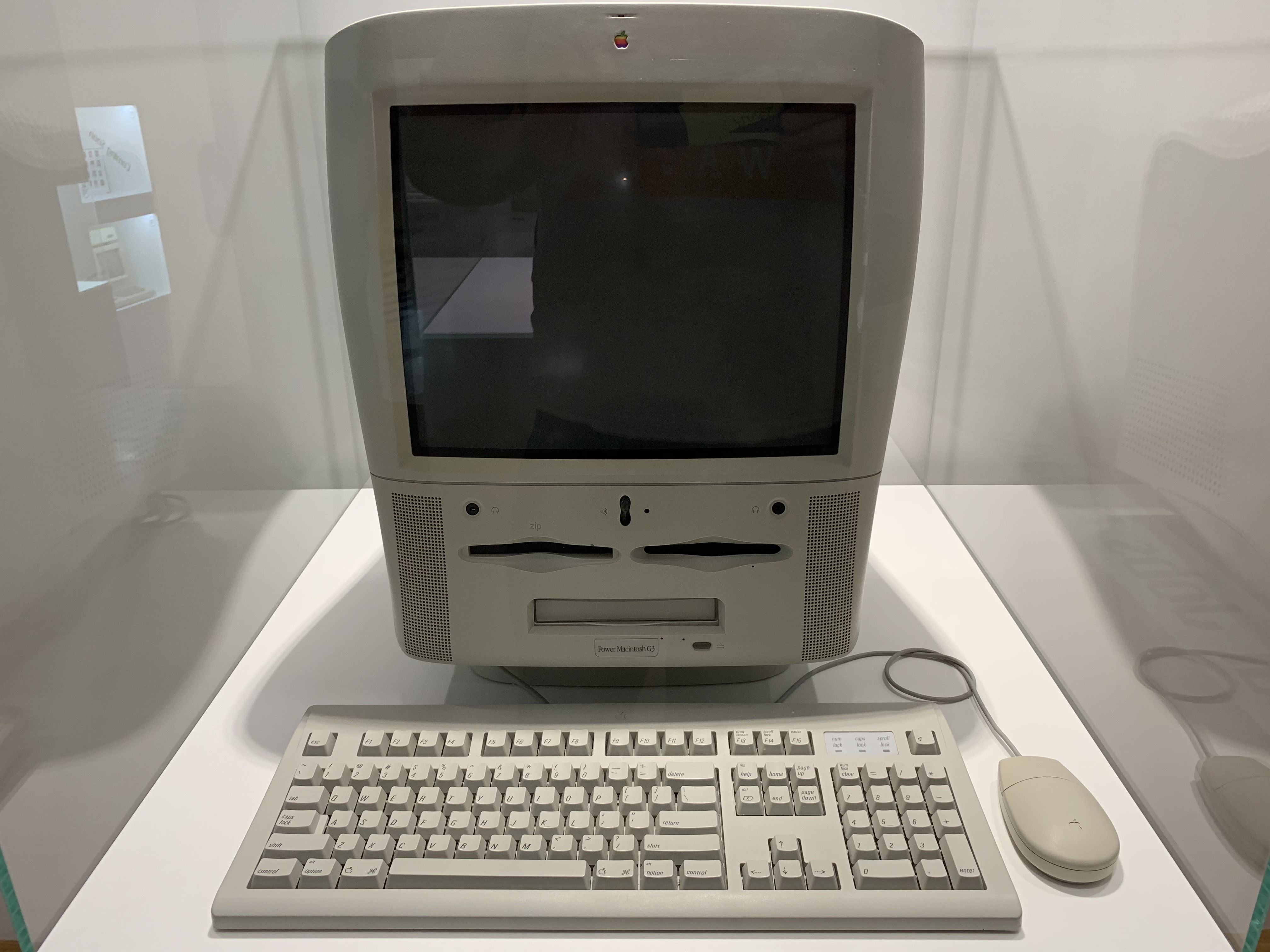
Un vecchio Power Macintosh G3 All-in-One

Jobs voleva inizialmente che il nuovo computer desktop per consumatori fosse un network computer: un terminale economico, a basso consumo, privo di disco rigido e che avviasse il sistema operativo da server remoti via Internet. Nel settembre 1997 la squadra capitanata da Ive ricevette da Jobs le specifiche per la creazione del prodotto: avrebbe dovuto essere un caratteristico computer all-in-one da vendere a circa 1200 dollari, molto meno dei 2000 (3591 al netto dell'inflazione) che Apple chiedeva fino a quel momento per i suoi modelli entry-level. L'équipe di progettazione ha cercato di discernere quali oggetti trasmettessero le emozioni che volevano che il computer evocasse. Durante lo sviluppo, il designer Doug Satzger ha abbozzato un disegno ovoidale basandosi sul lavoro precedentemente svolto sui televisori Thomson. Ive e il resto della squadra decisero di concentrarsi su tale progetto, il quale inizialmente non piacque a Jobs ma venne convinto da Ive ad accettarlo, descrivendoglielo come giocattoloso e divertente. Jobs iniziò a portare con sé per il Campus Apple un prototipo in polistirene, per poterlo mostrare e raccogliere opinioni.
Discutendo del fatto che un computer avrebbe dovuto suscitare emozioni positive, i designer si sono concentrati sui distributori di caramelle. Gli esperimenti fatti con la plastica solida apparivano economici e scadenti, quindi si passò a trasparenza e traslucenza. Queste non erano proprio una novità per i prodotti Apple: i computer Power Macintosh 8600 e 9600 avevano alcuni piccoli elementi in plastica verde traslucida mentre la stampante LaserWriter 8500, il palmare eMate 300 e il monitor Studio Display ne facevano un uso più importante. L'ex designer di Apple Thomas Meyerhoffer ha giustificato l'utilizzo della plastica sull'eMate come un tentativo di rendere il prodotto usabile e diverso dal solito. Per Ive la traslucenza "sembra sfrontata", ma implica di dover tenere in considerazione anche l'estetica dei componenti interni. L'ispirazione è arrivata da alcuni oggetti traslucidi portati negli uffici dai desginer, uno di essi era un vetro marino blu-verdastro e ha ispirato il colore scelto da Jobs per il primo iMac.
I progettisti hanno riorganizzato le loro procedure in vista dell'imminente scadenza. In passato venivano inviati cianotipie e schizzi agli attrezzisti per creare gli stampi, un lavoro operoso che poteva impiegare mesi. L'azienda ha invece deciso di affidarsi al CAD sfruttando la modellazione 3D con Alias Wavefront per realizzare i modelli, stampati in 3D con macchine a controllo numerico. I progettisti hanno anche scritto un software per importare i modelli Wavefront in Unigraphics, utilizzato anche per la progettazione aerospaziale. Questo procedimento ha consentito agli ingegneri di confrontare i modelli 3D dei componenti con la scocca del computer, velocizzando e rendendo più semplice la ricerca di una soluzione che consentisse la convivenza di elementi esterni e interni.

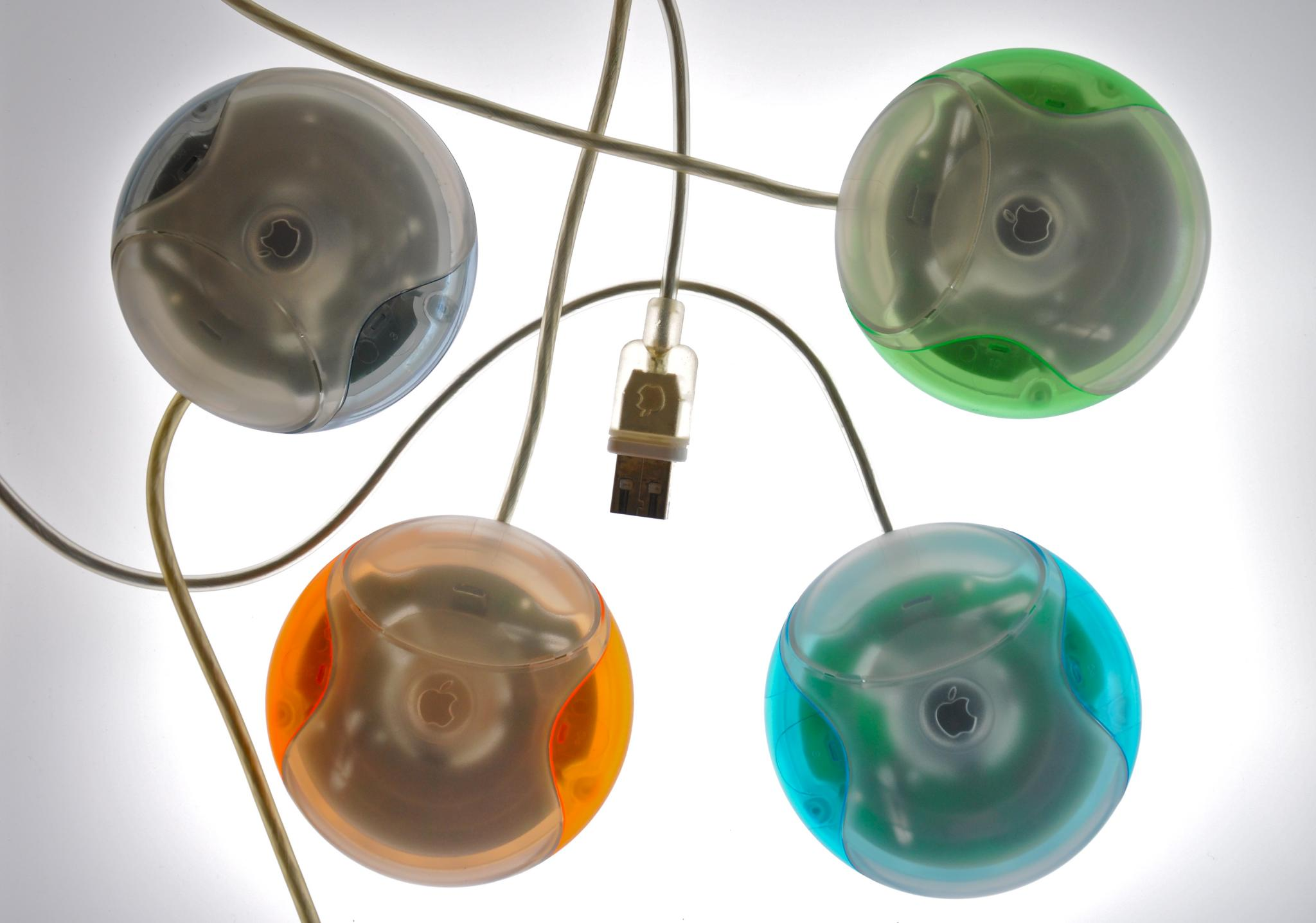
L'Apple USB Mouse declinato in alcune delle colorazioni del computer

Jobs cominciò ad accantonare la filosofia del network computer per via della forte concorrenza, includendo nel computer sia un disco rigido che un lettore CD. La versione definitiva dell'iMac univa i suoi componenti e uno schermo a tubo catodico 15 pollici (38 cm) all'interno di un involucro di plastica. Il computer è traslucente in tutte le sue parti, a partire dal piedino utilizzato per sollevarlo fino ad arrivare al cavo di alimentazione progettato per assomigliare a un vetro appannato. Le etichette delle porte e i simboli legali sono invece stati stampati su degli adesivi olografici. I progettisti decisero di implementare una maniglia incassata sul retro per renderlo più particolare e farlo apparire abbordabile ai nuovi utenti. Il case valeva il triplo di quello di un normale computer, ma Ive riconosce a Jobs di aver intuitivamente compreso gli scopi progettuali, non avendo chiesto una giustificazione per gli elevati costi di produzione. In occasione del lancio vengono prodotte delle nuove periferiche con le quali il computer sarà poi commercializzato, l'Apple USB Keyboard e l'Apple USB Mouse, entrambe costruite in plastica translucida e dotate di finiture in tinta con l'iMac. Ive andava particolarmente fiero dell'estetica del mouse che ne mostrava i componenti interni, in parte nascosti dietro il logo Apple.

Jobs voleva che il nuovo computer fosse moderno e privo di sistemi legacy, senza fare affidamento su tecnologie vecchie o proprietarie: gli ingegneri adeguarono il lavoro fatto abbandonando la Common Hardware Reference Platform per velocizzare l'evoluzione del progetto. Questa filosofia ha portato anche all'adozione della RAM DIMM (utilizzata per i PC con Microsoft Windows) e di una EEPROM basata sull'Open Firmware. I Mac precedenti adottavano delle ROM complesse e specifiche per ogni computer, le istruzioni del nuovo dispositivo vengono invece lette direttamente dalla memoria, rendendo più veloce la produzione. L'iMac inoltre non aveva più le porte seriali, l'Apple Desktop Bus e il floppy disk drive. I connettori furono rimpiazzati dalle più moderne USB, più veloci ed economiche ma molto avanguardistiche (lo standard fu approvato solo dopo il rilascio dell'iMac) e non supportate da praticamente nessun produttore di terze parti. Jobs puntava sulle USB per migliorare il mercato degli accessori di terzi, allora compromesso dal connettore proprietario. L'iMac ufficialmente non avevauno slot d'espansione, le prime versioni della macchina avevano uno "slot ammezzato" ma che era concepito solo per un uso interno, nonostante ciò sono state rilasciate alcune schede di espansione di terze parti, come aggiornamenti delle schede video e delle porte SCSI. I primi modelli erano dotati anche di una porta IrDA che, con la radiazione infrarossa, consentiva a computer palmari e altri dispositivi di trasmettere informazioni in modalità wireless al computer. In vista del lancio Jobs divenne furioso a causa della presenza di un lettore CD a vassoio e non a fessura, tanto da trovarsi sul punto di annullarne la presentazione. Acconsentì a proseguire soltanto dopo che venne rassicurato che sarebbe stato dotato di un'unità CD-ROM a fessura il prima possibile.

Il marchio denominativo

All'inizio del 1998 ai rappresentanti dell'agenzia pubblicitaria TBWA\Chiat\Day venne mostrato il computer, allora chiamato con il nome in codice "C1". Il direttore creativo Ken Segall ricorda che, a primo impatto, l'agenzia lo reputò troppo scandaloso per poter fare successo. Jobs era però orgoglioso di mettere in mostra il loro lavoro, sicuro che "la parte posteriore del nostro computer ha un aspetto migliore rispetto alla parte anteriore dei computer [dei nostri concorrenti]". Jobs informò Segall che il nome interno era "MacMan" (fornito da Phil Schiller, responsabile marketing di Apple), chiedendogli se riuscisse a trovare un nome migliore. Apple stabilì che il nome dovesse necessariamente contenere "Mac" suggerendo la sua vocazione ad Internet, senza però venire scambiato con un portatile o un giocattolo. TBWA nella settimana seguente espanse le sue proposte, la scelta di Segall era "iMac": breve, comunicava che era un Macintosh e il prefisso i richiamava l'Internet. Jobs non apprezzò nessuno dei nomi proposti e concesse all'agenzia un'altra settimana di tempo, invitandola a presentare nuove alternative. Al termine Segall invitò di nuovo Jobs a scegliere "iMac", il quale rispose che aveva smesso di odiare quel nome ma che continuava a preferire "MacMan". Segall credeva ormai di aver fallito fino al giorno seguente, quando Jobs ottenne una risposta positiva dai dipendenti ai quali propose il nome. Il prodotto venne così chiamato iMac.

## Presentazione

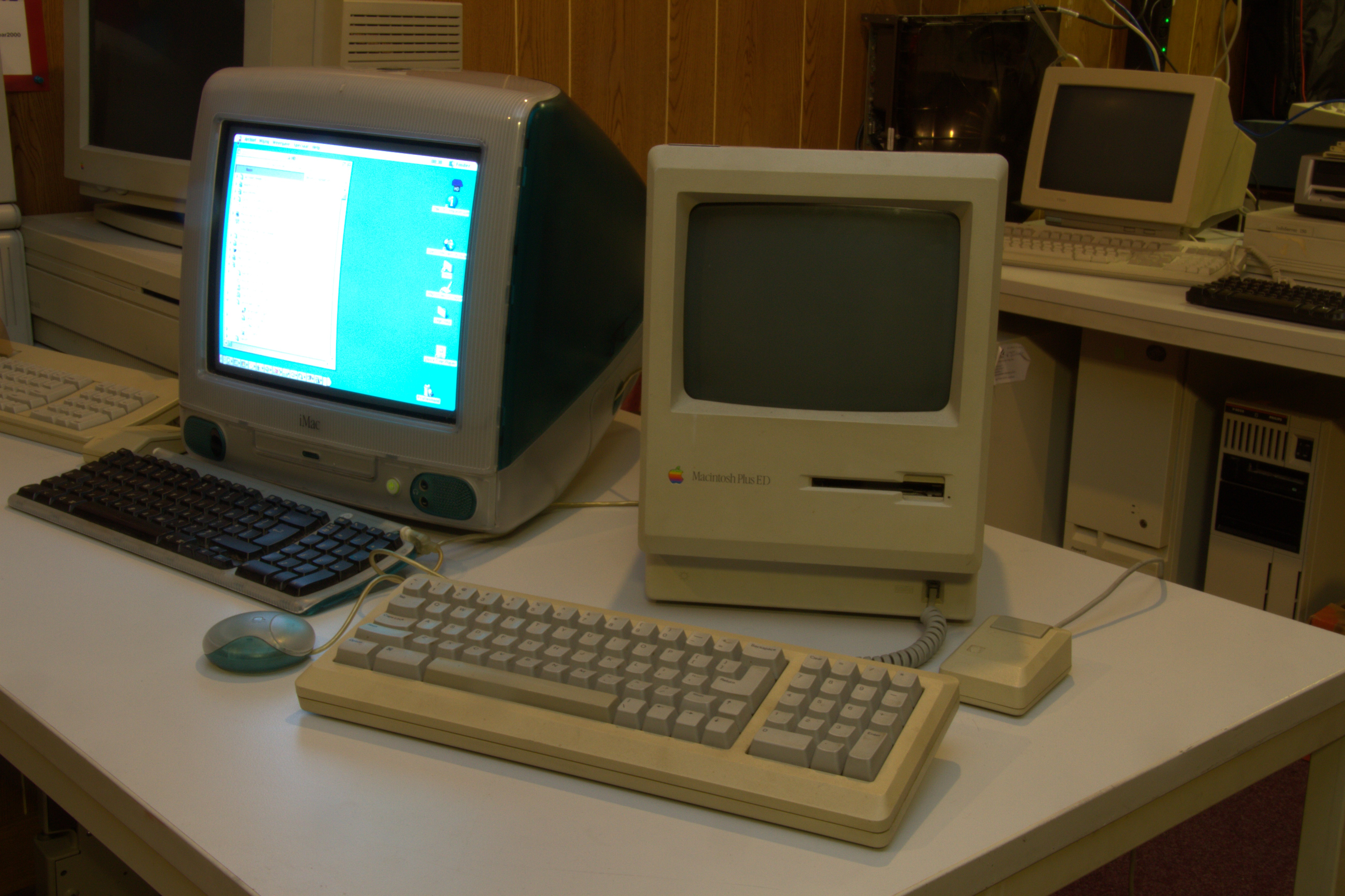
La prima versione a confronto con un Macintosh Plus

Steve Jobs ha presentato l'iMac il 6 maggio 1998, sulla falsa riga di quanto fatto per il Macintosh 128K originale nel 1984. L'evento si è svolto infatti nello stesso luogo, il Flint Center for the Performing Arts al De Anza College di Cupertino. Jobs invitò anche in questa occasione i fondatori di Apple (Steve Wozniak, Mike Markkula e Michael Scott), nonché i membri del team Macintosh. Dopo aver dato una dimostrazione in merito all'aspetto degli altri computer, Jobs svelò l'iMac da sotto un telo. Sullo schermo era presente la scritta "Hello (again)", rievocando lo stravagante "Hello" del Macintosh.
Apple ha iniziato a vendere l'iMac il 15 agosto 1998. Il computer era supportato da una campagna pubblicitaria di 100 milioni di $ che ne promuoveva la facilità d'uso, la sua connessione ad Internet e la sua discontinuità rispetto ai prodotti della concorrenza. L'attore Jeff Goldblum è stato la voce narrante dello spot televisivo che retoricamente chiedeva se le aziende di computer fossero state tenute prigioniere in un "carcere del pensiero" per aver realizzato solo prodotti beige. Altre promozioni includevano omaggi radiofonici e "biglietti d'oro" nascosti in iMac selezionati che potevano essere riscattati per visitare alcune fabbriche Apple.
L'iMac arriva in Italia il 12 settembre 1998, venduto ad un prezzo di lancio di 2990000 L. (2110 €)

### Modelli

Le 13 colorazioni nelle quali è stato prodotto

La prima versione dell'iMac G3 dispone una CPU PowerPC G3 a 233 MHz, una GPU ATI Rage IIc, un disco rigido da 4 GB, un'unità CD-ROM con caricamento a vassoio, due porte USB, una porta Ethernet, una porta IrDA, un paio di altoparlanti stereo integrati e le porte per le cuffie. Il suo involucro era di colore Bondi blue (dall'omonima spiaggia) e veniva fornito con MacOS 8.1. Il 17 ottobre viene aggiornato ricevendo una GPU più veloce (ATI Rage Pro Turbo) e Mac OS 8.5. Una revisione più sostanziale arriva nel 1999: il nuovo modello segna il passaggio a un processore da 266 MHz e monta un disco rigido da 6 GB, ma non dispone più della porta IrDA e dello "slot ammezzato". È disponibile in cinque colori: Blueberry, Strawberry, Tangerine, Grape e Lime. È stato per questo motivo pubblicizzato con la canzone She's a Rainbow dei The Rolling Stones.

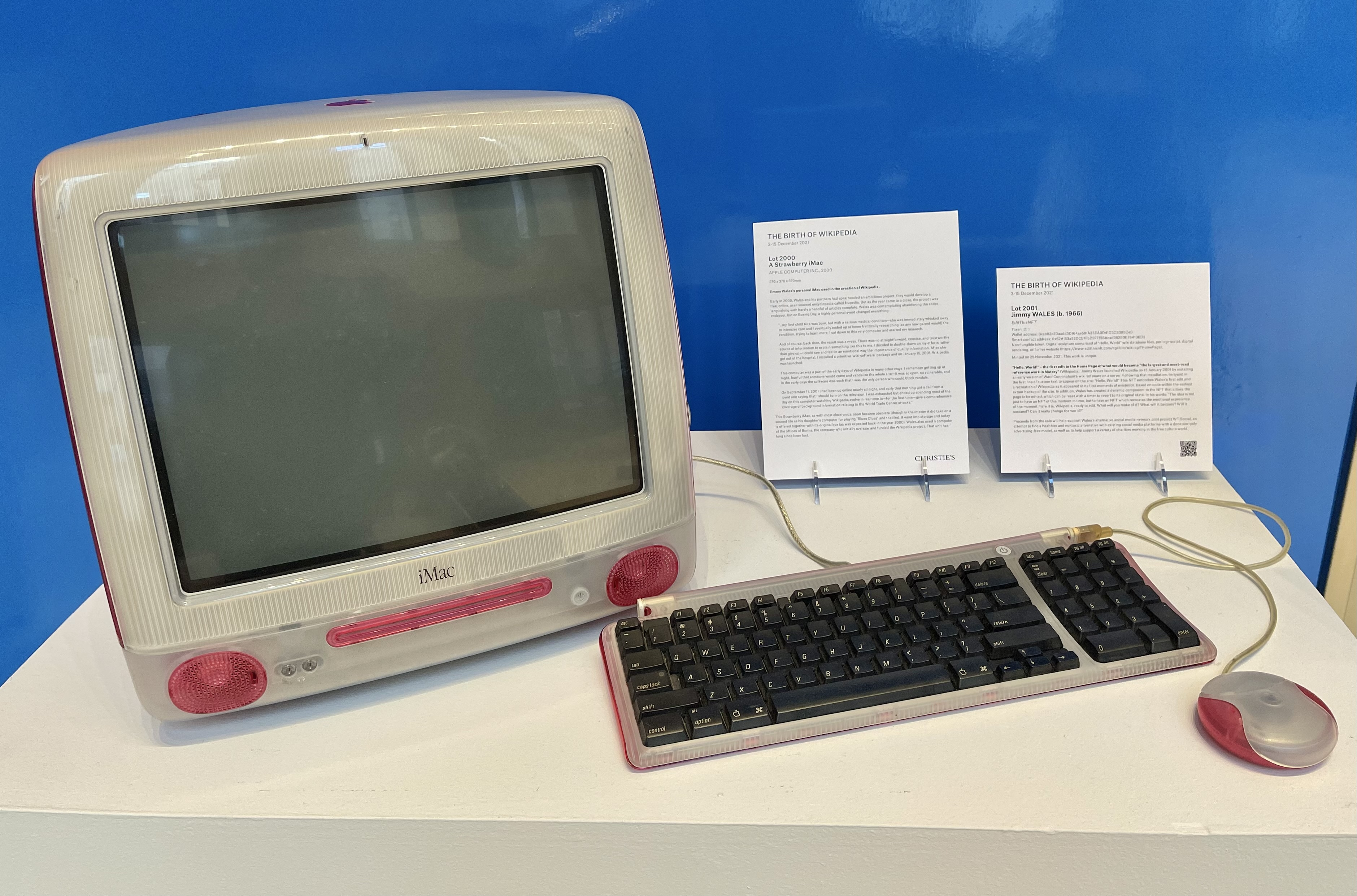
L'iMac G3 Strawberry di Jimmy Wales, utilizzato per creare Wikipedia. Dispone del lettore CD a fessura

Il 5 ottobre 1999 Apple aggiorna nuovamente l'iMac e, se la prima versione era improntata ad Internet, questa edizione si focalizza sul video digitale. I nuovi modelli hanno un aspetto simile ai modelli precedenti ma presentano un case lievemente più piccolo; è privo dell'involucro in acciaio che avvolgeva l'hardware, i colori sono più chiari e la plastica è più trasparente. L'unità CD-ROM non ha più il caricamento a vassoio ma a fessura. Ha inoltre un nuovo sportellino posteriore per poter incrementare la RAM, nonché uno slot per l'installazione della scheda AirPort. Apple ha collaborato con Harman Kardon per il nuovo sistema altoparlanti interni dell'iMac chiamato Odyssey, la stessa ha progettato anche un subwoofer separato, l'iSub, alimentato tramite USB. Questi nuovi iMac non dispongono di ventole e i componenti vengono raffreddati tramite convezione: l'aria calda viene espulsa dalle prese d'aria attorno alla maniglia nella parte superiore del computer. È stato offerto in tre modelli, alcune delle colorazioni e caratteristiche erano circoscritte a determinate versioni. Il più economico, ora proposto a 999 $, era disponibile in un solo colore. La versione base monta un processore a 350 MHz, 64 MB di RAM, un chipset grafico migliore e un disco rigido più capiente. L'iMac DV è stato commercializzato in cinque colori ed era corredato da iMovie. Era disponibile anche con una CPU da 400 MHz, due porte FireWire, un disco rigido più grande e un'unità ottica DVD-ROM. L'iMac DV Special Edition vanta una colorazione esclusiva, Graphite, monta più RAM e un disco rigido da ben 13 GB: il più capiente della serie. Gli iMac DV includevano anche una porta VGA per il mirroring del display dell'iMac su un altro monitor.

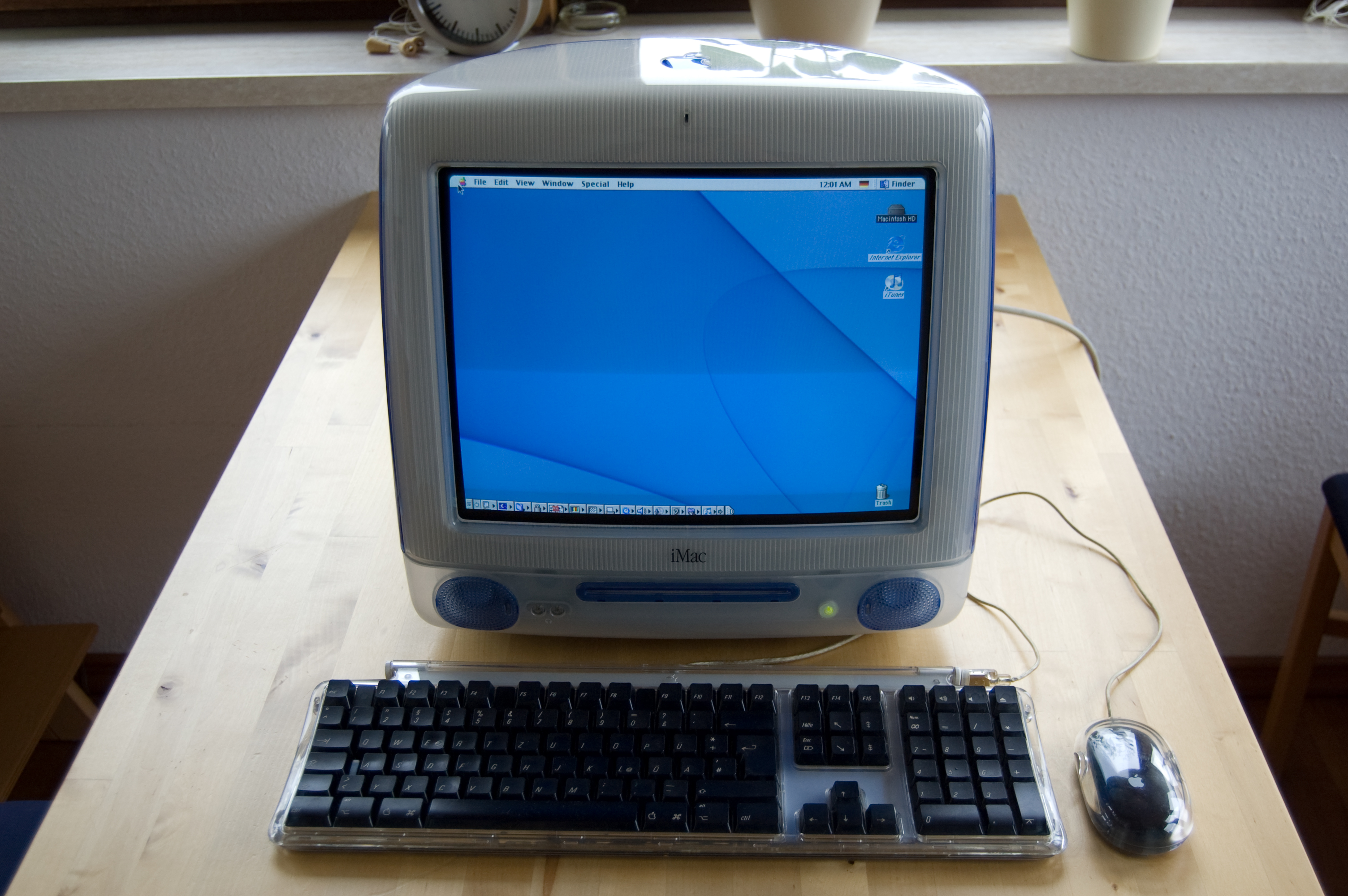
Un iMac G3 Indigo dotato delle nuove periferiche "Pro"

Il 19 luglio 2000, Apple ha rilasciato una nuova linea di iMac con quattro configurazioni distribuite in cinque colori, sostituendone le periferiche con l'Apple Pro Keyboard e l'Apple Pro Mouse: la prima era quasi identica alla precedente, il secondo da rotondo diventa ellittico e passa dalla tecnologia meccanica a quella ottica.
Il modello base è privo delle porte FireWire e VGA, possiede la sola colorazione Indigo e veniva venduto al costo di 799 dollari. Allo stesso modo del precedente è dotato del processore da 350 MHz e di 64 MB di RAM, ma con un disco rigido più spazioso. I modelli iMac DV e DV+, disponibili anche in Ruby, Sage e Graphite sono allestiti rispettivamente con delle CPU da 400 e 450 MHz, hanno dischi rigidi più grandi e il DV+ ha un'unità DVD-ROM. Il più costoso, l'iMac DV Special Edition, ha un processore da 500 MHz con 128 MB di RAM, un disco rigido più grande e una colorazione dedicata, chiamata Snow. La suddivisione della gamma in tre distinte edizioni segna l'adozione della strategia good-better-best da parte dell'azienda di Cupertino.

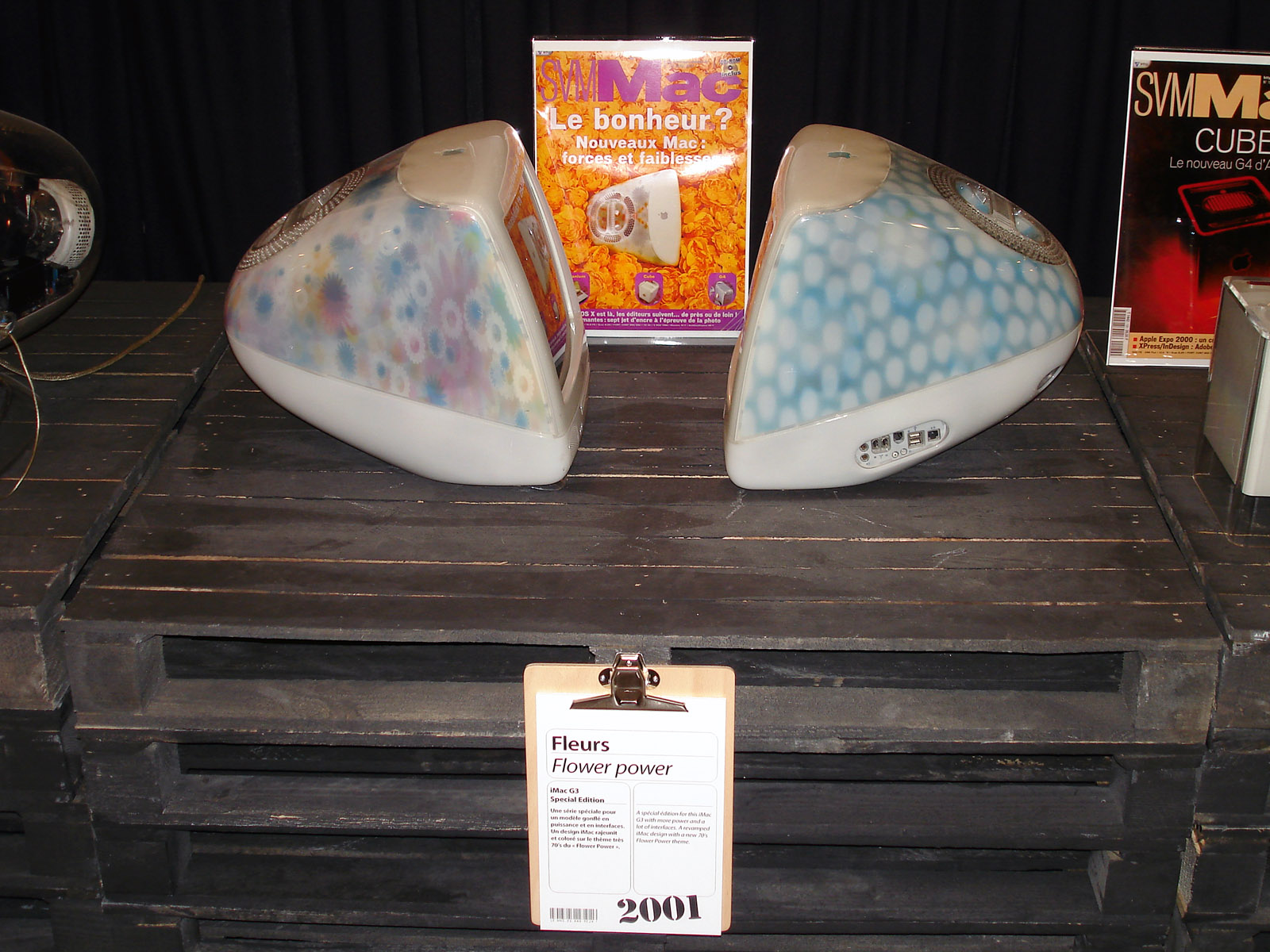
iMac Flower power e Blue dalmatian

La successiva rivisitazione venne rilasciata il 22 febbraio 2001. Tutte le nuove macchine erano equipaggiate con delle unità CD-RW e con iTunes preinstallato, inaugurando la migrazione di Apple verso la musica digitale. L'iMac e l'iMac Special Edition montano rispettivamente processori da 400 e 600 MHz, le porte FireWire come equipaggiamento di base, una scheda video più potente e dischi rigidi più capienti. Vengono mantenuti i colori Indigo per l'iMac e Graphite per l'iMac Special Edition dall'edizione precedente, a questi vengono affiancate anche due texture chiamate Flower power e Blue dalmatian, interpretate come rappresentazioni visive della musica.
L'ultima revisione risalente al luglio 2001 razionalizza le colorazioni mantenendone le più sobrie, Indigo e Graphite, viene poi riproposta la Snow. Sono stati commercializzati non più con Mac OS Classic ma con l'appena rilasciato Mac OS X Cheetah e montano processori da 500, 600 e 700 MHz, hanno fino a 256 MB di RAM e la Special Edition dispone di un hard disk da 60 GB. Dopo la presentazione del nuovo iMac G4 avvenuta nel gennaio 2002, Apple ha comunque continuato a vendere il G3 abbandonando il 7 gennaio 2002 la sola versione 700 MHz e successivamente sospendendo le colorazioni Indigo e Graphite, mentre la produzione della più longeva Snow si è interrotta solo il 18 marzo 2003.

## Accoglienza
I giudizi sull'iMac G3 sono stati generalmente positivi, malgrado alcuni recensori si siano spesso dimostrati critici nei suoi confronti. Ad esempio, il The Boston Globe ha definito l'iMac "una condanna" reputandolo un grave passo falso di Jobs. Macworld ha invece sottolineato come l'iMac G3 avesse potuto avere la stessa importanza del Macintosh 128K a livello di influenza sul mercato dell'informatica, e che il Think Different di Apple non fosse soltanto marketing. Newsweek e il San Francisco Chronicle lo considerarono il primo passo promettente in quella che si rivelò essere la rinascita di Apple.
I lineamenti dell'iMac sono generalmente stati apprezzati. Molti recensori hanno paragonato la sua fisionomia curva alla recente Volkswagen New Beetle, mentre il The San Francisco Examiner lo ha paragonato a una macchina futuristica "coccolosa" come poteva essere R2-D2 e ad un giocattolo de I pronipoti. Giudizi meno favorevoli hanno invece paragonato l'iMac a una AMC Gremlin.
Le opinioni positive hanno messo in risalto la sua facilità d'uso e di configurazione; Secondo Morse, l'iMac aveva un'apparenza "quasi umana" e si mostrava accessibile persino per un analfabeta informatico. La CNN e PC Week hanno considerato elevate le prestazioni dell'iMac, altri invece hanno trovato il dispositivo sottodimensionato, i test di PC World ad esempio hanno rivelato che la macchina aveva un rendimento generalmente più scadente rispetto ai PC Windows concorrenti. Alcuni recensori hanno constatato che l'iMac avrebbe soddisfatto le necessità degli utenti, mentre altri erano titubanti che si sarebbe potuto conformare all'ambiente di un ufficio, soprattutto se tenuto offline.
La critica si è soffermata sulla mancanza di legacy port nell'iMac. Gore si era arreso alla perdita del floppy drive ma auspicava si potesse facilmente installare al posto del lettore CD, identico a quello del PowerBook. Ha poi asserito che l'assenza di qualsiasi slot di espansione limitasse il potenziale futuro del computer. Il Washington Post ha invece rimarcato che la penuria di un'interfaccia SCSI rendesse l'iMac inadeguato al lavoro d'ufficio. Altri recensori si sono lamentati della dispendiosità dei lettori esterni dei floppy da acquistare per ovviare alla mancanza di un lettore integrato, dell'insufficienza di RAM installata e del suono metallico dei suoi altoparlanti.

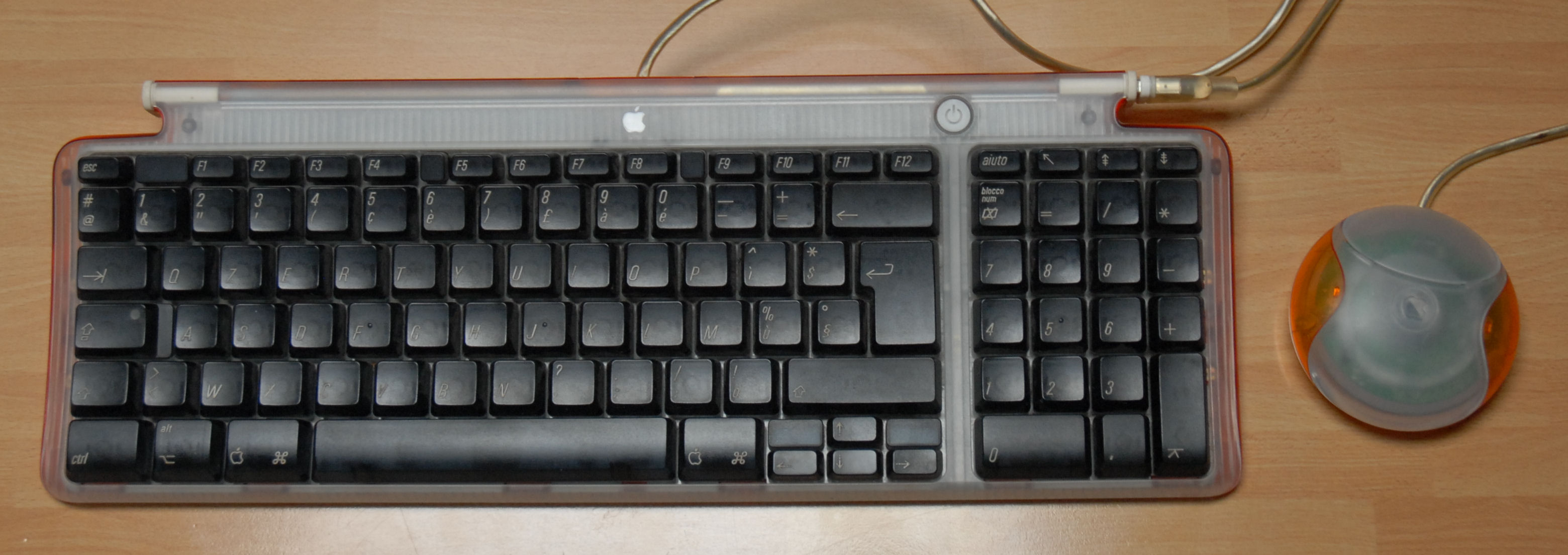
La tastiera con layout italiano e il mouse di un iMac G3 Tangerine

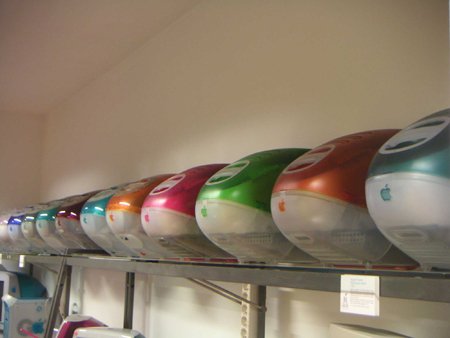
Esemplari della collezione del Museo All About Apple

Altre lamentele sono state rivolte al mouse e alla tastiera, ritenuti piccoli o comunque poco ergonomici, considerati votati più allo stile che alla sostanza. La forma del mouse è stata beffeggiata accostandolo a un paleo, il suo cavo poi era sovente ritenuto troppo breve e la conformazione tondeggiante del mouse rendeva complicato riconoscere il suo corretto orientamento. Apple li ha per questi motivi sostituiti in occasione dell'aggiornamento del 2000. Le restanti proteste reclamavano la mancanza di software e accessori USB, l'incompatibilità con Microsoft Windows e il prezzo elevato. Gli aggiornamenti susseguitisi hanno permesso di venire a capo di alcuni difetti particolarmente sentiti, ma con il passare del tempo la critica ha avvertito una scarsa evoluzione rispetto ai modelli precedenti.
L'iMac ha vinto numerosi concorsi e premi di design, tra i quali la medaglia d'oro al D&AD Design Awards del 1999 nel Regno Unito e il titolo di "oggetto dell'anno" di The Face. Esemplari di iMac G3 fanno poi parte delle esposizioni dell'Henry Ford Museum, del Victoria and Albert Museum, del Powerhouse Museum e del Museum of Modern Art. È presente tra le collezioni italiane del museo nazionale della scienza e della tecnologia Leonardo da Vinci e del museo piemontese dell'informatica.

### Vendite
L'iMac G3 ebbe un immediato successo nelle vendite, vendette 278000 unità nelle prime sei settimane e 800000 dopo 20 settimane. È stato il computer desktop più venduto negli Stati Uniti d'America nei primi tre mesi dalla sua uscita. Quasi la metà sono stati acquistati da chi non aveva mai posseduto un personal computer, mentre il 20% degli acquirenti sono stati utenti di Microsoft Windows passati al Mac. A partire dal trimestre di lancio le vendite dei Mac sono cresciute anno per anno (per la prima volta dalla fine del 1995) e hanno visto aumentare la propria quota di mercato mondiale dal 3% al 5%. Apple è passata da una perdita di 878 milioni di $ nel 1997 a fare il suo primo profitto dopo tre anni, nel 1998. L'iMac ha continuato a essere un best seller anche in seguito, portando a un totale di 3,7 milioni di unità vendute a luglio 2000 fino ad arrivare alle 5 milioni nell'aprile 2001.

## Eredità
L'iMac G3 è diventato un simbolo dell'informatica. Lo scrittore Paul Atkinson segnala che per quanto il Macintosh 128K abbia avuto un forte impatto sul mercato non ha comunque influenzato il design dei prodotti simili, al contrario dell'iMac. Apple ha fatto opposizione alle aziende concorrenti che hanno preso spunto per il design dell'iMac, incorporando plastica traslucida o colorata al loro design.

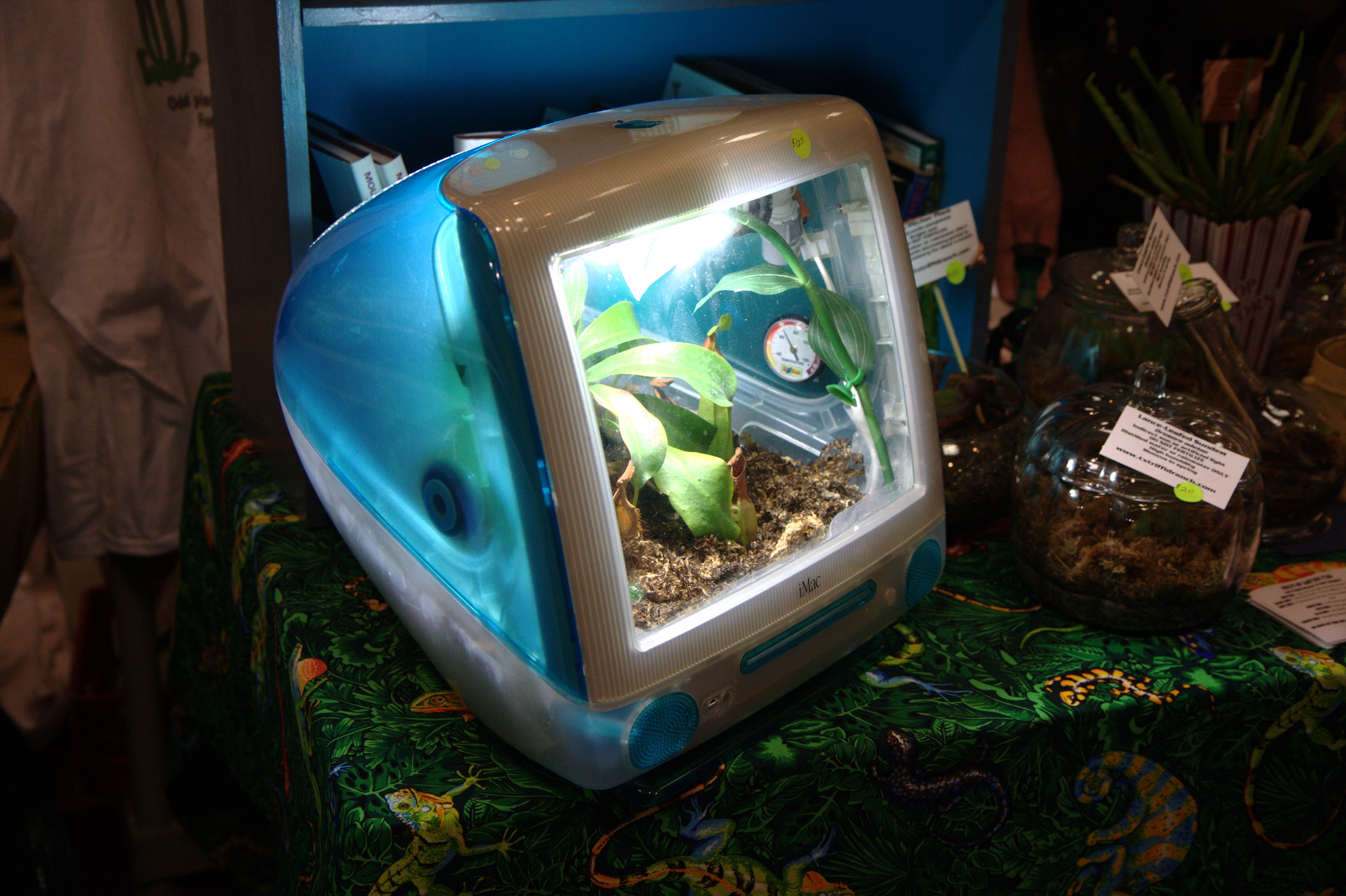
Una piccola serra costruita nel case

Apple ha protetto il design distintivo dell'iMac con un'azione legale contro i produttori di computer concorrenti che hanno tentato di imitare l'iMac, come l'eOne di eMachines. L'iMac ha reso i computer alla moda prima che utili, e ha contribuito a rendere popolare l'USB accelerando la scomparsa del floppy disk, dando spunto agli altri produttori.

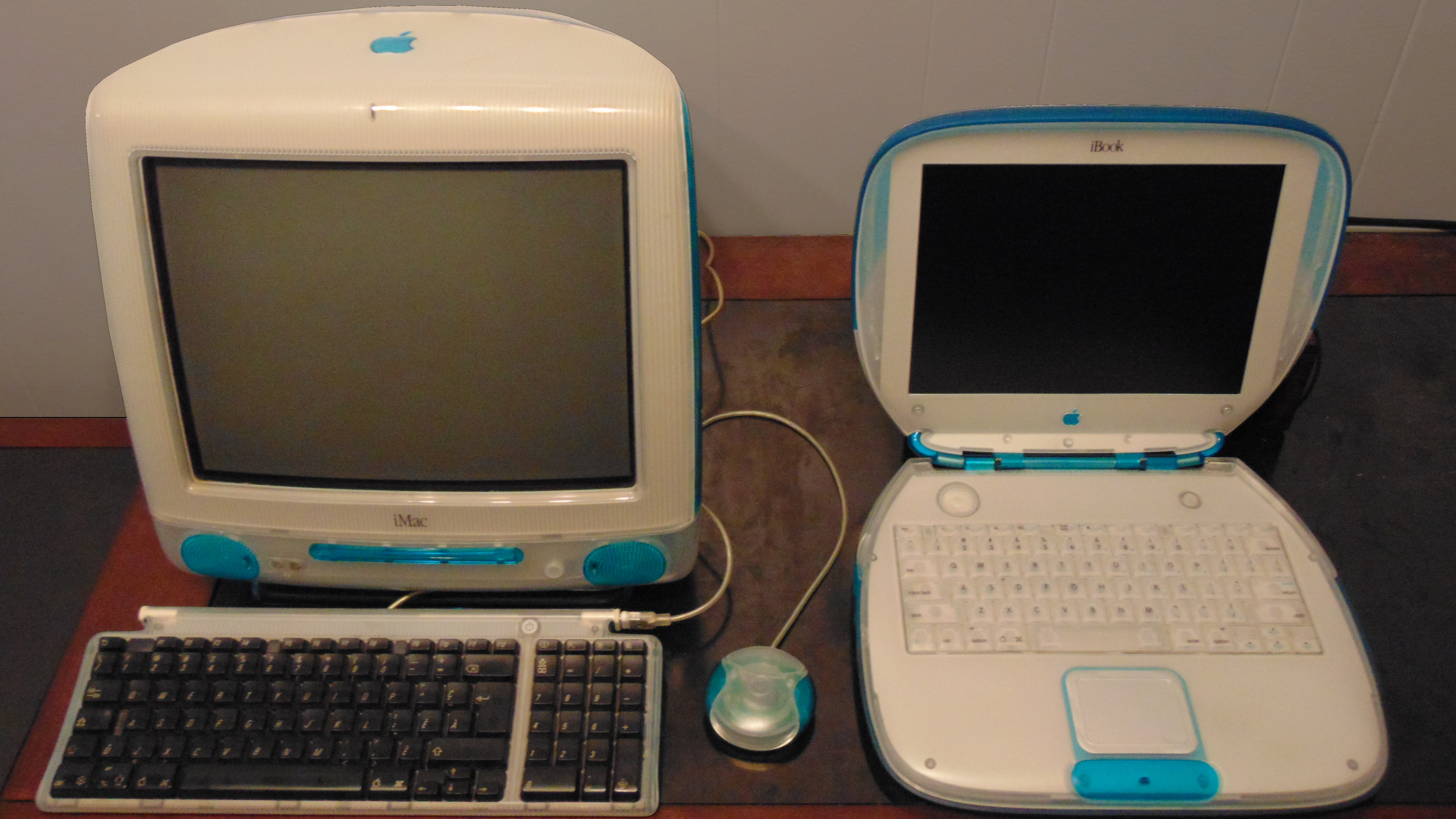
Un iMac G3 e un iBook Blueberry

La riuscita dell'iMac ha contribuito a sorreggere Apple durante il lancio di macOS, mantenendo la sua leadership nel settore. È poi servito ad Apple per capire come mettere a punto in maniera celere un prodotto migliorandolo in un secondo momento con gli aggiornamenti software. Macworld ha notato che l'iMac ha salvato Apple finanziariamente e ha dimostrato che Apple può ancora produrre prodotti entusiasmanti e innovativi. L'iMac è servito anche a creare una reputazione per Jony Ive, rendendolo uno dei designer più celebri al mondo. Il nome del prodotto influenzò molti dei prodotti Apple successivi come l'iPod, iLife e l'iPhone, e per un certo periodo definì le linee di prodotti Apple focalizzate sul consumatore. Il computer portatile per consumatori di Apple, l'iBook, porta la filosofia dell'iMac nel mercato dei notebook. L'iMac ha avuto così tanto seguito nel mercato dell'istruzione tanto da indurre Apple a produrre l'eMac.
L'influenza nel design non si è circoscritta ai personal computer: all'inizio degli anni 2000, i design in plastica multicolore e traslucida erano diventati comuni tra i design di consumo, inclusi i forni a microonde e la griglia George Foreman. USA Today ha definito la tendenza alla traslucenza un "voyeurismo elettronico". Apple è ricorsa a delle scelte stilistiche radicalmente differenti per quanto riguarda i modelli successivi, adottando soluzioni più semplici e sobrie, utilizzando materiali come il policarbonato e l'alluminio. Nel 2021 Apple ha presentato l'iMac Apple Silicon in sette colori, seguendo le orme dell'iMac G3: la Magic Keyboard e il Magic Mouse sono in tinta con il computer, il prezzo di lancio è poi il medesimo di quello dell'iMac G3.
Il dispositivo è stato fonte di ispirazione per sviluppatori e designer anche in tempi più recenti. È stata creata una versione di Mac G3 dotata di touch screen e una mod per poterlo utilizzare come monitor, ed è stato sviluppato un concept che ne reinterpreta in chiave moderna il design, è poi stata prodotta una custodia MagSafe per iPhone che ne riprende il disegno e i colori.

## Specifiche

### Prima generazione
| Modello                    | iMac (233 MHz)                                                                          | iMac (233 MHz)                                                                          | iMac (266 MHz)                                                                          | iMac (333 MHz)                                                                          |
| -------------------------- | --------------------------------------------------------------------------------------- | --------------------------------------------------------------------------------------- | --------------------------------------------------------------------------------------- | --------------------------------------------------------------------------------------- |
| Immagine                   | iMac originale visto di lato                                                            | iMac originale visto di lato                                                            | Lineup di iMac in cinque diversi colori, vista laterale                                 | Lineup di iMac in cinque diversi colori, vista laterale                                 |
| Data                       | 15 agosto 1998                                                                          | 26 ottobre 1998                                                                         | 5 gennaio 1999                                                                          | 15 aprile 1999                                                                          |
| Colorazioni                | Bondi blue                                                                              | Bondi blue                                                                              | Blueberry Grape Tangerine Lime Strawberry                                               | Blueberry Grape Tangerine Lime Strawberry                                               |
| CPU                        | PowerPC G3                                                                              | PowerPC G3                                                                              | PowerPC G3                                                                              | PowerPC G3                                                                              |
| CPU clock                  | 233 MHz                                                                                 | 233 MHz                                                                                 | 266 MHz                                                                                 | 333 MHz                                                                                 |
| CPU cache                  | 32 KB di cache L1 e 512 KB di backside cache L2                                         | 32 KB di cache L1 e 512 KB di backside cache L2                                         | 32 KB di cache L1 e 512 KB di backside cache L2                                         | 32 KB di cache L1 e 512 KB di backside cache L2                                         |
| RAM                        | Due slot SO-DIMM: 32 MB–256 MB di SDRAM PC66                                            | Due slot SO-DIMM: 32 MB–256 MB di SDRAM PC66                                            | Due slot SO-DIMM: 32 MB–256 MB di SDRAM PC66                                            | Due slot SO-DIMM: 32 MB–256 MB di SDRAM PC66                                            |
| GPU                        | ATI Rage IIc con 2 MB di SGRAM                                                          | ATI Rage Pro Turbo con 6 MB di SGRAM                                                    | ATI Rage Pro Turbo con 6 MB di SGRAM                                                    | ATI Rage Pro Turbo con 6 MB di SGRAM                                                    |
| Disco rigido               | 4 GB                                                                                    | 4 GB                                                                                    | 6 GB                                                                                    | 6 GB                                                                                    |
| Lettore CD-ROM (a vassoio) | CD-ROM a 24x                                                                            | CD-ROM a 24x                                                                            | CD-ROM a 24x                                                                            | CD-ROM a 24x                                                                            |
| Connettività               | Fast Ethernet Modem dial-up a 56k                                                       | Fast Ethernet Modem dial-up a 56k                                                       | Fast Ethernet Modem dial-up a 56k                                                       | Fast Ethernet Modem dial-up a 56k                                                       |
| Connettività               | IrDA a 4 Mbit/s                                                                         | IrDA a 4 Mbit/s                                                                         | N.D.                                                                                    | N.D.                                                                                    |
| Porte                      | 2 USB Connettori jack per input/output dell'audio Altoparlanti in stereofonia integrati | 2 USB Connettori jack per input/output dell'audio Altoparlanti in stereofonia integrati | 2 USB Connettori jack per input/output dell'audio Altoparlanti in stereofonia integrati | 2 USB Connettori jack per input/output dell'audio Altoparlanti in stereofonia integrati |
| Sistema operativo di serie | 8.1                                                                                     | 8.5.1                                                                                   | 8.5.1 o 8.6                                                                             | 8.5.1 o 8.6                                                                             |
| Sistema operativo corrente | 10.3.9                                                                                  | 10.3.9                                                                                  | 10.3.9                                                                                  | 10.3.9                                                                                  |
| Peso                       | 17,25 kg (40 lb)                                                                        | 17,25 kg (40 lb)                                                                        | 17,25 kg (40 lb)                                                                        | 17,25 kg (40 lb)                                                                        |
| Dimensioni                 | 40,1 × 38,6 × 44,7 cm (15,8 × 15.2 × 17.6 ")                                            | 40,1 × 38,6 × 44,7 cm (15,8 × 15.2 × 17.6 ")                                            | 40,1 × 38,6 × 44,7 cm (15,8 × 15.2 × 17.6 ")                                            | 40,1 × 38,6 × 44,7 cm (15,8 × 15.2 × 17.6 ")                                            |

### Seconda generazione
| Modello                    | iMac (caricamento a fessura) | iMac (estate 2000) | iMac (inizio 2001) | iMac (estate 2001) |
| -------------------------- | --- | --- | --- | --- |
| Immagine                   | Vista laterale di un iMac in una combinazione di colori grigio e bianco                                                          | Disposizione in vista laterale di cinque iMac, in blu scuro trasparente, rosso, verde, grigio e bianco                           | Vista laterale di due iMac; uno ha una colorazione blu con macchie più chiare, mentre l'altro ha fiori serigrafati multicolori sulla sua superficie | Disposizione della vista laterale degli iMac blu scuro, grigo e bianco                                                           |
| Data                       | 5 ottobre 1999 | 19 luglio 2000 | 22 febbraio 2001 | 18 luglio 2001 |
| Colorazioni                | Blueberry Grape Tangerine Lime Strawberry Graphite                                                                               | Indigo Ruby Sage Graphite Snow                                                                                                   | Indigo Graphite ● Blue dalmatian ✿ Flower power | Indigo Graphite Snow |
| CPU                        | PowerPC G3 | PowerPC G3 | PowerPC G3 | PowerPC G3 |
| CPU clock                  | 350 o 400 MHz | 350, 400, 450, o 500 MHz | 400, 500, o 600 MHz | 500, 600, o 700 MHz |
| CPU cache                  | 512 KB di cache L2 | 512 KB di cache L2 | 256 o 512 KB di cache L2 | 256 KB di cache L2 |
| RAM                        | Due slot di SDRAM PC100 64 MB–512 MB                                                                                             | Due slot di SDRAM PC100 64 MB–1 GB                                                                                               | Due slot di SDRAM PC100 64 MB–1 GB | Due slot di SDRAM PC100 128 MB–1 GB                                                                                              |
| GPU                        | ATI Rage 128 VR con 8 MB di SDRAM                                                                                                | ATI Rage 128 Pro con 8 MB di SDRAM                                                                                               | ATI Rage 128 Pro con 8 MB di SDRAM ATI Rage 128 Ultra con 16 MB di SDRAM                                                                            | ATI Rage 128 Ultra con 16 MB di SDRAM                                                                                            |
| Disco rigido               | 6 GB, 10 GB o 13 GB | 7 GB, 10 GB, 20 GB o 30 GB | 10 GB, 20 GB, o 40 GB | 20 GB, 40 GB o 60 GB |
| Lettore CD-ROM (a fessura) | CD-ROM, DVD-ROM, o CD-RW | CD-ROM, DVD-ROM, o CD-RW | CD-ROM, DVD-ROM, o CD-RW | CD-ROM, DVD-ROM, o CD-RW |
| Connettività               | Fast Ethernet Modem dial-up V.90 AirPort (opzionale)                                                                             | Fast Ethernet Modem dial-up V.90 AirPort (opzionale)                                                                             | Fast Ethernet Modem dial-up V.90 AirPort (opzionale)                                                                                                | Fast Ethernet Modem dial-up V.90 AirPort (opzionale)                                                                             |
| Porte                      | 2 USB 2 FireWire (eccetto i modelli a 350 MHz) Connettori jack per input/output dell'audio Altoparlanti in stereofonia integrati | 2 USB 2 FireWire (eccetto i modelli a 350 MHz) Connettori jack per input/output dell'audio Altoparlanti in stereofonia integrati | 2 USB 2 FireWire (eccetto i modelli a 350 MHz) Connettori jack per input/output dell'audio Altoparlanti in stereofonia integrati                    | 2 USB 2 FireWire (eccetto i modelli a 350 MHz) Connettori jack per input/output dell'audio Altoparlanti in stereofonia integrati |
| Uscita video (mirroring)   | VGA | VGA | VGA | VGA |
| Sistema operativo di serie | 8.6 | 9.0.4 | 9.1 | 9.1 e 10.0.4 |
| Sistema operativo corrente | 10.4.11 | 10.3.9 o 10.4.11 | 10.4.11 | 10.4.11 |
| Peso                       | 15,7 kg (34,7 lb) | 15,7 kg (34,7 lb) | 15,7 kg (34,7 lb) | 15,7 kg (34,7 lb) |
| Dimensioni                 | 38,1 × 38,1 × 43,5 cm (15,0 × 15,0 × 17,1 ")                                                                                     | 38,1 × 38,1 × 43,5 cm (15,0 × 15,0 × 17,1 ")                                                                                     | 38,1 × 38,1 × 43,5 cm (15,0 × 15,0 × 17,1 ") | 38,1 × 38,1 × 43,5 cm (15,0 × 15,0 × 17,1 ")                                                                                     |